# غرايم هاموند
غرايم هاموند (بالإنجليزية: Graeme Hammond)‏ هو مبارز بالسيف أمريكي، ولد في 1 فبراير 1858 في فيلادلفيا في الولايات المتحدة، وتوفي في 30 أكتوبر 1944 في نيويورك في الولايات المتحدة.

## وصلات خارجية
- غرايم هاموند على موقع أوليمبيديا (الإنجليزية)